# Medalha de Serviço Distinto (Exército dos Estados Unidos)
A Medalha de Serviço Distinto é uma condecoração militar entregue pelo Exército dos Estados Unidos a qualquer pessoa que, em qualquer competência no exército, tenha se distinguido por um serviço meritório excepcional para o governo em um dever de grande responsabilidade. A performance deve ser tal para merecer reconhecimento por um serviço que é claramente excepcional. Performances excepcionais em deveres normais não justificam por si só o recebimento da condecoração.
A condecoração foi criada por Ordem Presidencial do presidente Woodrow Wilson em 2 de janeiro de 1918 e confirmada pelo Congresso em 9 de julho, determinando que poderia ser entregue para qualquer militar que tenha se destacado desde o dia 6 de abril de 1917. Dentre os primeiros condecorados com a medalha, estavam os comandantes das forças Aliadas da Primeira Guerra Mundial: Ferdinand Foch, Joseph Joffre, Philippe Pétain, Douglas Haig, Armando Diaz, Cyriaque Gillain e John J. Pershing.